# NGC 35
NGC 35 és una galàxia espiral a la constel·lació de la Balena (Cetus).